# Андерсон, Стиг
Стиг (Стиккан) Эрик Леопольд Андерсон (швед. Stig 'Stikkan' Erik Leopold Andersson, 25 января 1931 года, Хува, Швеция — 12 сентября 1997 года, Стокгольм, там же) — шведский поэт, предприниматель мира музыки. Автор около трёх тысяч текстов песен, директор группы ABBA, основатель и владелец звукозаписывающей компании Polar Music. 

## Ранние годы
Мать Стига работала на многих работах, была швеёй, парикмахершей, владела киоском. Отца он никогда не знал. В 13 лет Стиг оставил школу и пошёл работать разносчиком в бакалейную лавку. Также он подрабатывал в местной футбольной команде, чиня футболистам бутсы, его мать стирала им одежду, а также держал около стадиона небольшой ларек, в котором торговал лимонадом во время футбольных матчей.
Поднакопив немного денег он купил гитару и через некоторое время уже играл в местном оркестре. В 16 лет начал сочинять и за всю жизнь написал около 3 000 текстов. В 1948 году поступил в музыкальное училище. В 1951 идет по призыву в армию, а после демобилизации идет учиться на учителя и в 1957 году получает диплом. Работая преподавателем химии и математики в школе, он не прекращает писать песни и несколько из них становятся хитами. Его первым успехом была песня, собственноручно им написанная, Ты всё ещё меня любишь Клас-Ёран? (Are You In Love With Me, Klas Goran?) в исполнении шведской певицы Lill-Babs (Барбру Свенсон) в 1960 году.

## Карьера и творчество
В 1960 году Андерсон со своим постоянным компаньоном создал музыкальное издательство Sweden Music, позже Polar Music (1963), а в 1989 основал премию Polar Music Prize. В конце 1960-х на Polar Music смогли раскрыть свой талант Бьёрн Ульвеус и Бенни Андерссон, которые являлись авторами большинства песен и участниками группы ABBA. Они начали работать вместе после того, как Андерсон работал менеджером в группе Hootenanny Singers. В 1972 году он стал менеджером Анни-Фрид Лингстад а с 1976 года и Агнеты Фальтског (хотя Агнета до 1975 года по контракту работала ещё и с CUPOL/CBS Records).
В ранние годы становления группы ABBA Стиг был соавтором многих песен группы. В 60-х — 70-х фирма Polar Music издавала очень многих шведских артистов, но самыми успешными в Швеции и во всём мире была ABBA. Стиг был одной из центральных фигур в группе ABBA. Он занимался всеми финансовыми вопросами, а также управлял инвестиционным фондом, который распоряжался всеми доходами участников группы.
К середине 80-х дела компании пошли не столь успешно по причине плохого управления финансовыми активами, низкокачественных инвестиций, высоких налогов и повышения кредитных ставок. Совместная работа 3 из 4 членов группы со Стигом была завершена после того, как выяснилось, что Стиг забирал себе процент с прибыли в течение многих лет на сумму 4,5 миллиона евро. Иск против него был подан в окружной суд Стокгольма в июне 1990 года от компании Агнеты Фальтског Agnetha Fältskog Produktion AB, компании Бенни Андерссона Mono Music AB и немецкой компании, защищающей права Бьёрна Ульвеуса. Фрида ещё в 1982 году вывела свои капиталы за границу. В результате судебного разбирательства спор был урегулирован в июле 1991 года. Третья сторона в лице фирмы PolyGram  дабы завершить сделку по покупке прав на весь каталог песен Polar,  выплатила значительные суммы участникам коллектива. Претензии были сняты, отношения окончательно испорчены.
"Они получили все что им причиталось" заявил Стиг. "В этом мире нет понятия благодарности" констатировал он. Это разбирательство не прибавило ему лет. Он пережил инфаркт.
В 1989 году Стиг основал музыкальную премию Polar Music Prize. В следующем году незадолго, перед тем как ему был подан иск о выплате авторских гонораров от участников группы ABBA, он продал свою звукозаписывающую компанию Polar Music фирме PolyGram со всеми правами на торговую марку ABBA. Сумма сделки составила 300 миллионов шведских крон (28,5 миллиона английских фунтов). На вырученные средства от этой сделки, в том числе, и была основана премия. Стиг пожертвовал 42 миллиона шведских крон. Первое вручение Polar Music Prize состоялось весной 1992 года и с тех пор церемония проходит ежегодно.
В 1998 году PolyGram была продана фирме Universal Music, которая теперь является одной из четырех самых больших звукозаписывающих компаний в мире. На сегодняшний день только она имеет права на издание всех записей группы.

## Личная жизнь
Стиг был женат на Гудрун Андерсон и имел 3 детей — дочь Мари, сыновей Андерса и Ласе. Умер 12 сентября 1997 в Стокгольме от сердечного приступа.
Дочь Стига Мари Ледин, которая является женой известного шведского певца и композитора Тумаса Ледина, основала новую успешную фирму грамзаписи в середине 80х «Record Station» (куплена в середине 90х германской фирмой BMG). В 1996 году Мари основала музыкальное издательство Anderson Records. Первым альбомом, вышедшим под именем этого издательства, стал Djupa andetag — первая за 12 лет сольная пластинка Фриды, одной из участниц прославленного шведского квартета. В 2006 году Мари сменила вид деятельности своего издательства с музыкального на книжный.